# Mandíbula de acero
En el deporte de combate, una mandíbula de acero o mandíbula de hierro, es un término figurativo que se refiere a la capacidad de un luchador para tolerar un traumatismo en la barbilla y evitar quedar inconsciente.
El boxeador canadiense George Chuvalo, quien nunca perdió por nocaut, es considerado la mejor mandíbula de acero en deportes de combate. El sentido opuesto es la «mandíbula de cristal», un luchador fácil de noquear.

## Concepto
Un boxeador o peleador con una «mandíbula de acero» se refiere a alguien con la capacidad de absorber golpes en la barbilla y lograr evitar el nocaut.
En general, la porción de la mandíbula del cráneo y específicamente la punta de la barbilla, es el área más vulnerable a un golpe de nocaut y, por lo tanto; tener una tolerancia excepcional al castigo en esta área es una gran ventaja para el luchador.
Una «mandíbula de cristal» refiere a luchadores con capacidad limitada para absorber castigo a la barbilla. Algunos expertos como el boxeador Teddy Atlas, creen que no es una cuestión de biofísica; sino una cuestión mental.

## Medicina
La barbilla de un luchador es ampliamente considerada genética, pero se ve muy afectada por la cantidad de castigo que el deportista recibe a lo largo de su carrera. Muchos casos de atletas con una «mandíbula de acero» han terminado en que éste confía demasiado en el atributo, lo que aumenta peligrosamente el riesgo de lesión cerebral. El daño cerebral a su vez afecta la capacidad del cerebro para recuperarse del trauma, debilitando la capacidad de la persona para recibir un golpe y enfermándola gravemente.
Se especula que ciertos factores son el tamaño y la forma del cráneo, la fuerza del cuello, así como la fuerza y el peso general del luchador. Otros factores podrían ser menos visibles, como que el cerebro sea más eficiente para reponer el equilibrio electrolítico después de un traumatismo, o más líquido cefalorraquídeo protector.
La mandíbula del atleta podría verse afectada por el corte de peso (pérdida excesiva de peso en agua, desnutrición) o golpes repetidos en la cabeza que causan una enfermedad mortal (encefalopatía traumática crónica), entre otras cosas.

### Casos graves en la historia
Algunos casos famosos de mandíbula de acero y que en su retiro sufrieron las secuelas de los reiterados daños directos a la barbilla, son: Jerry Quarry quien desarrolló encefalopatía traumática crónica (ETC) y murió a los 53 años, el importantísimo Muhammad Ali desarrolló la enfermedad de Parkinson y Freddie Roach; actualmente padece el parkinson.

## Mandíbulas famosas
| Artes marciales mixtas - Fiódor Yemeliánenko - Max Holloway - Jabib Nurmagomédov - Marvin Vettori - Nate Diaz - Stephan Bonnar - Junior dos Santos - Efraín Escudero - Frankie Edgar - Tony Ferguson - Dan Henderson - Erik Pérez - Mark Hunt - Jon Jones - Yoel Romero - Jesús Santos Aguilar - Robbie Lawler | Boxeo - Muhammad Ali - Canelo Álvarez - Henry Armstrong - Nino Benvenuti - Ringo Bonavena - Joe Calzaghe - Héctor Camacho - Marcel Cerdan - George Chuvalo - Gennady Golovkin - Larry Holmes - Jake LaMotta - Nicolino Locche - Rocky Marciano - Azumah Nelson - Carlos Ortiz - Freddie Roach - Salvador Sánchez | Kickboxing - Remy Bonjasky - Choi Hong-man - Francisco Filho - Daniel Ghiță - Francois Botha |

## En la cultura popular
La «mandíbula de acero» ha sido representada en diversas obras del cine y la televisión.
- El personaje ficticio Rocky Balboa, creado e interpretado por Sylvester Stallone para su franquicia de películas Rocky, personifica un boxeador con este atributo.
- En el capítulo Homero por el Campeonato, de la serie de dibujos animados Los Simpson en su octava temporada, el personaje Homer Simpson se convierte en boxeador cuando descubre que tiene la mandíbula de acero.